# Raum (álbum de Tangerine Dream)
Raum es el septuagésimo cuarto álbum de estudio del grupo alemán de música electrónica Tangerine Dream. Publicado el 25 de febrero de 2022 por los sellos discográficos Eastgate y KScope incluye 7 composiciones escritas por Thorsten Quaeschning, Hoshiko Yamane y Paul Frick que, en algunas de ellas, incluye material sonoro grabado entre 1977 y 2013 por quien fuera fundador de la banda Edgar Froese fallecido en enero de 2015.
Paul Simpson en su reseña para Allmusic le otorga una valoración de 3,5 sobre 5 destacando que la formación actual "produjo el trabajo más inspirado de la banda en mucho tiempo. Raum se siente un poco más como un trabajo de transición que el inesperadamente sólido Quantum Gate, pero ese álbum parecía más una revisión abierta del sonido clásico de la banda, mientras que Raum los encuentra tomando más riesgos y explorando nuevas ideas".

## Producción

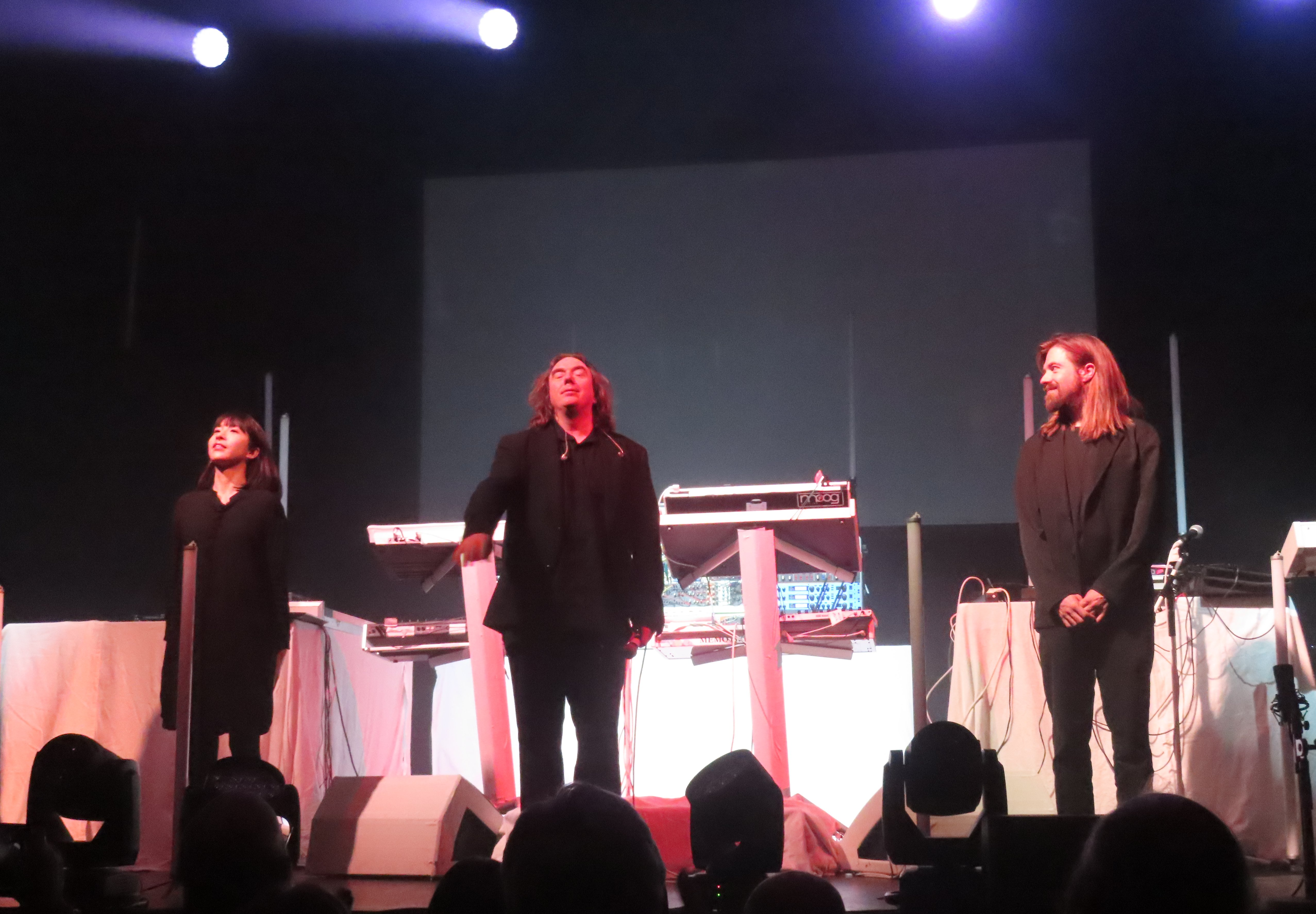
Hoshiko Yamane (izda.), Thorsten Quaeschning (centro) y Paul Frick (dcha.)

Tras la pandemia de COVID-19, que motivó la cancelación de conciertos y giras de la banda en 2020, Tangerine Dream experimentó un cambio de alineación con la entrada de Paul Frick y la salida de Ulrich Schnauss (en la banda desde 2014 hasta 2020). En 2021 el grupo publicó un EP titulado Probe 6-8 que anticipó algunas composiciones de Raum álbum que, finalmente, se publicó en febrero de 2022.
A lo largo de su trayectoria Tangerine Dream ha atravesado diferentes etapas estilísticas. Desde 2014, con la publicación del EP Mala Kunia, las publicaciones del grupo se engloban en la denominada "Quantum Years" que coinciden con publicaciones realizadas tras el fallecimiento del fundador de la banda Edgar Froese (1944-2015). Durante esta etapa se han editado principalmente álbumes en vivo, álbumes de improvisaciones grabadas en conciertos y miniálbumes. Raum destaca por ser el segundo álbum de estudio de larga duración, tras Quantum Gate (2017), con material nuevo. Compuesto por Quaeschning, Yamane y Frick también incluye en algunas piezas material de archivo compuesto por Froese entre 1977 y 2013 aspecto que el grupo destacó durante la presentación del álbum.

## Lista de canciones
| N.º   | Título                               | Escritor(es)                                                | Duración |  |
| 1.    | «Continuum»                          | Thorsten Quaeschning Hoshiko Yamane Paul Frick              | 7:08     |  |
| 2.    | «Portico»                            | Edgar Froese Thorsten Quaeschning Hoshiko Yamane Paul Frick | 6:44     |  |
| 3.    | «In 256 Zeichen»                     | Thorsten Quaeschning Hoshiko Yamane Paul Frick              | 19:10    |  |
| 4.    | «You're Always On Time»              | Thorsten Quaeschning Hoshiko Yamane Paul Frick              | 8:08     |  |
| 5.    | «Along The Canal»                    | Thorsten Quaeschning Hoshiko Yamane Paul Frick              | 5:29     |  |
| 6.    | «What You Should Know About Endings» | Edgar Froese Thorsten Quaeschning Hoshiko Yamane Paul Frick | 6:55     |  |
| 7.    | «Raum»                               | Edgar Froese Thorsten Quaeschning Hoshiko Yamane Paul Frick | 14:54    |  |
| 68:28 |                                      |                                                             |          |  |

## Personal
- Thorsten Quaeschning - director musical, sintetizador, secuenciador, piano y mezcla
- Hoshiko Yamane - violín, viola eléctrica y viola
- Paul Frick - sintetizador, secuenciador, piano y mezcla
- Edgar Froese - sintetizador y secuenciador en «Portico», «What You Should Know About Endings» y «Raum» y fotografía
- Bianca Froese-Acquaye - diseño de portada
- Melanie Reinisch - diseño y supervisión gráfica
- Birgir Jón Birgisson - masterización
- Julian Moser - fotografía